# Langata
Langata este o suburbie a orașului Nairobi din Kenya. Una din principalele atracții este Centrul Girafelor⁠(en)[traduceți].